# Phorm
Phormは、かつて121Mediaとして知られていた、米国デラウェア州を本拠とする広告ソフトウェアで知られるデジタルテクノロジー企業。2002年に設立され、スパイウェアと見なされるプログラムを配布して、それにより何百万ドルもの収益を得ていた。これらのプログラムは、米国とカナダの団体から苦情を受けて配布を停止したが、今度は、ユーザーが訪れるウェブサイトに基づいた行動ターゲティング広告の配信のため、英国の複数のインターネットサービスプロバイダ（ISP）と話し合っていると発表した。
Phormの提案した広告システムは、Webwiseと呼ばれ、NebuAdやFront Porchと同様、ページ内容の検査にディープパケットインスペクションを使用する行動ターゲティングサービスである。Phormは、収集されるデータは匿名のものであり、ユーザーを特定するのには使用しないし、サービスにはフィッシング（ユーザーの個人情報の詐欺的な収集）に対する保護機能さえ含まれていると言う。しかし、World Wide Webの生みの親であるサー・ティム・バーナーズ＝リーや他の人々は、Phormはユーザーの閲覧習慣を追跡していると強く主張、また、ISPのBTグループは、このサービスを秘密裏に試験運用したとして非難されている。
英国の情報コミッショナーオフィス（情報監督機関）は、Webwiseが現に実行されていることに対し法律上の懸念を表明しており、オプトアウトシステムではなく、オプトインサービスとしてのみ合法となり得ると述べている。欧州委員会は、ウェブユーザーのプライバシーを保護するよう英国に要求しており、ISPのPhormの使用に関して同国に対する侵害訴訟の手続きを開始した。Amazon.comやウィキメディア財団（ウィキペディアや他のウィキプロジェクトを運営している非営利団体）などの団体は、このシステムによるスキャンから自分たちのウェブサイトをオプトアウトすることをすでに要求している。

## 社史
121Mediaとしての前身では、Phormの製品はスパイウェアと評された。121Mediaは、PeopleOnPageと呼ばれるプログラムを配布し、これはF-Secureによりスパイウェアに分類された。PeopleOnPageは、ContextPlusと呼ばれる広告エンジンを中心に構築されたアプリケーションで、ContextPlusは、Aproposと呼ばれるルートキットとしても配布されていた。このルートキットは、ユーザーがこのアプリケーションを削除することを防ぐトリックを使い、ユーザーの閲覧習慣に関する情報を中央サーバーに送信していた。
米国を拠点とする擁護団体であるCenter for Democracy and Technology（民主主義と技術のためのセンター）は、2005年11月、ContextPlusを含む、スパイウェアと見なされるものの配布に対して、米国連邦取引委員会に訴えた。同委員会は、調査の結果、詐欺的で不正な行為を発見したと表明した。この訴えは、Canadian Internet Policy and Public Internet Center（カナダの当局に対しIntegrated Search Technologiesについての同様の訴えを申し立てていた団体）と協調して申し立てられた。
ContextPlusは、2006年5月に営業を停止し、「品質と顧客ケアの面でもはや最高基準を確保できない」と表明した。この停止は、アドウェアベンダーに対する複数の大きな訴訟が開始された後の出来事であった。2007年9月までに、121MediaはPhormとして知られるようになり、アドウェアについてと、人々にスパイウェアをアドウェアと混同させて得た数百万ドルの収益源の閉鎖という社史を認める格好になった。
2008年初旬、Phormはウィキペディアの同社に関する記事を編集したことを認めた。Phormは、The Guardianのコマーシャルエグゼクティブが追跡システムへの反対勢力について記述している部分からの引用を削除したこと、また、2007年に実施されたPhormの非公開の試験について、BTグループがどのようにして顧客を欺くことを承認したかを説明している一節を削除したことを認めた。この変更はすぐに気付かれ、オンラインエンサイクロペディアの編集者により元に戻された。
2009年6月のウィキリークスの記事では、Astaire Securitiesを経由しての株の売り上げで、「Phormが誤解を誘う市場への声明により投資家を騙している」かどうかに関する疑惑が持ち上がった。

## 提案された広告サービス
Phormは、ユーザーの閲覧習慣を監視してそれに関連する広告をエンドユーザーに提供する行動ターゲティング広告サービスについて、BTグループ（前ブリティッシュ・テレコム）、Virgin Media、およびTalkTalk（The Carphone Warehouse所有）などの主要な米国および英国のISPと協働している。
Phormは、これらの契約により、英国のブロードバンドを持つ家庭の7割のネットサーフィンの習慣を得ることができたと話している。このサービスは、ディープパケットインスペクションを使用して、リクエストされたウェブページの中身を検査するもので、NebuAdやFront Porchのサービスと比較されている。
このサービスは、エンドユーザーには「Webwise」として売り出されており、ユーザーの関心をカテゴリ化し、その関心を特定のユーザーをターゲットにすることを望む広告主とマッチングさせることにより機能する。Phormの最高執行責任者Virasb Vahidiは、「閲覧しているうちに、インターネットでのアクションのすべてをカテゴリ化できます」「弊社は実際のところ、インターネット全体を見ることができます」と述べている。
Phormは、収集したデータは完全に匿名であると言い、Phormがユーザーの身元や彼らが何を閲覧したかについて知ろうとすることはないと言う。また、Phormの広告カテゴリは、特定のセンシティブな語を除外しており、ユーザーの身元を明らかにしないよう広範囲にわたり選び出していると述べている。Phormは、ユーザーの閲覧を監視することにより、オンライン詐欺およびフィッシングに対する保護を提供できるとさえ話している。
ユーザーはPhormのサービスをオプトアウトできると言われている。しかし、Phormの広報担当によると、オプトアウトを実現する方法によって、訪れたウェブサイトの内容は依然、システムにミラーされることになる。オプトアウトするためには、各コンピューターの各ユーザーで使用されるすべてのコンピューターと、すべてのユーザー、すべてのhttpアプリケーションにおいて、設定（またはアドオンの追加）が必要とされる。
英国の情報コミッショナーオフィスは、英国法の下においては、Phormは、それがオプトインサービスである場合においてのみ合法であり得ると宣言している。

### 実装手法
ケンブリッジ大学のセキュリティ研究者、Richard Claytonは、公表を前提としたPhormとの会合に出席し、彼らの広告システムがどのような方法で実現されているかについて発表した。
Phormのシステムは、多くのウェブサイトと同様に、HTTP cookieを使用してユーザーの設定を保存する。同社によると、最初のウェブのリクエストは、システム内で3回リダイレクトされ（HTTP 307応答を使用して）、その結果、cookieを調べてユーザーがオプトアウトしたかどうかを判断できるという。そして次に、システムは、ユニークなPhorm用追跡識別子（UID）をユーザーに設定（またはすでに存在している場合はそれを収集）して、リクエストしたウェブサイトから発行されたcookieであるかのように偽装したcookieをユーザーのブラウザに追加する。
Claytonは、「Stealing Phorm Cookies」というタイトルの分析で、Phormのシステムは、訪問されるそれぞれのウェブサイトごとに、トラッキングcookieをユーザーのPCに保存するが、そのそれぞれは、そのユーザーのUIDの同一コピーになっていることを示した。Phormのシステムは、可能なら、httpリクエストがインターネットを経由してウェブサイトのサーバーに転送される前に、そのトラッキングcookieを取り除くが、httpsでリクエストがウェブサイトに送信されるときには、UIDを取り除くことができない。このことは、ウェブサイトが、訪問者に関して収集する様々な詳細情報を、訪問者のUIDと紐付けることを可能にする。
PhormのMarc Burgess技術上級副社長は、収集される情報にはタイムスタンプも含まれていると話している。Burgessは次のように話した。「これは将来広告を正確にターゲティングするのに必要な情報ですが、a)あなたが誰であるか、また、b)あなたがどこから閲覧したかを見出すために使用することはできません」。

### インセンティブ
Phormは、Webwiseシステムにオプトインするようエンドユーザーを説得する手段として、最初に計画したフィッシング保護に加えて、インセンティブの提供を検討している。そのインセンティブとは、Phormのために行われたToluna.com市場研究調査で提案され、さらなるフィッシング保護や、慈善団体への献金、無料の技術サポートライン、オプトインユーザーの月々のブロードバンド料金の1ポンドの割引という案が含まれていた。
ウィキメディア財団やAmazonが自分たちのウェブサイトをPhormのWebwiseシステムによるプロファイリングから除外することを決定したことを受け、また、ウェブサイトがPhormのプロファイリングにオプトインされた状態であることに対するインセンティブとして、Phormは、Webwise Discoverを発表した。2009年6月3日、このウェブサイトパブリッシャーへのインセンティブが、韓国で開始されると、英国ロンドンのコヴェント・ガーデンにおける記者会見で発表された。 Populusが2,075人に対して行った調査によると、デモビデオを示した後、66%の人がそのアイデアを気に入ったか、大いに気に入ったことが明らかになった。
ウェブサイトパブリッシャーは、お勧めのウェブリンクを表示する小さなフレームを提供するウェブウィジェットをアップロードするよう誘われる。このお勧めリンクは、Phormに追跡されたWebサイト訪問者達（つまり、ウェブトラフィックを傍受してプロファイリングするためにPhormのディープパケットインスペクションを使用しているISPの利用者達）の興味を追跡した結果に基づいたものである。ウェブサイトに課金されることはなく、また、Phormは、Webwise Discoverから金銭を得ることはない。しかし、将来、ターゲット広告を表示する計画がある。
このウィジェットは、利用者がPhorm対応ISPの行動ターゲティング広告にサインアップした場合に、お勧めリンクを配信するだけで、それ以外の人々には、このウィジェットは見えないものになると思われる。
記者会見でPhormの広報担当は、現時点で、英国のどのISPまたはウェブサイトもWebwise Discoverシステムに加入していないことを認め、それが、Korea TelecomのWebwiseの試験の一環だったことを強調した。Susan Singletonより、OIXシステムに加入することを検討しているウェブサイトに対し、法律上の助言がなされた。

### 合法性
Open Rights Group（ORG）は、Phormの合法性について疑問を提起し、そのサービスがどのように機能するかに関する説明を要求した。FIPRは、Phormのオンライン広告システムが英国で違法であると主張した。FIPRの法律顧問Nicholas Bohmは次のように話した。「それが合法になるためには、両当事者が傍受に同意する必要があることは、法律内の極めて基本的な原則であり、簡単に無視したり、専門的事項として扱うことはできない」。彼の情報コミッショナーへの公開書簡は、FIPRのウェブサイトで公開されている。
英国保守党の上院議員Lord Northeskは、データ保護法および捜査権限規制法に基づく合法性に関する疑問の観点から、英国政府がPhormの行動ターゲティング広告サービスに対して措置を講じるかどうか質問した。
2008年4月9日、英国の情報コミッショナーオフィスは、Phormは、それがオプトインサービスである場合にのみ、英国法の下で合法となり得ると裁定した 。情報コミッショナーオフィスは、データ保護法の遵守を確保するために、Phormのテストと実施を綿密に監視すると述べた。
英国内務省は、Phormの提供するサービスは、ユーザーが明示的に同意した場合のみ合法であることを示した 。内務省とPhorm間の電子メールが公開されたとき、内務省自体が論争の的になった。その電子メールで、同社が内務省の法解釈案を編集したこと、および、職員が「我々がこれに同意する場合、これが我々の見解になります。御社のクライアントとその潜在的なパートナーが安心すると思いますか」と返事したことが明らかになった。英国自由民主党の内務省広報担当Baroness Sue Millerは、それは通謀行為であるとみなし、次のように述べた。「法解釈案が正しいか、完全に的外れかどうかにかかわらず、内務省が彼らが心配しているまさにその会社に問うという事実は、まさに法に反している」。
2008年5月のThe Registerは、PhormのロゴがPhorm Designと呼ばれる英国の無関係な会社のロゴと非常に似ていることをレポートした。小さな会社のオーナーであるSimon Griffithsの発言が引用されている。「弁護士にその件について調べてもらいましたが、彼らは訴訟を起こす必要があると言っています。Phormは明らかに影響力の大きい巨大なプレーヤーです。こっちは3人の従業員を抱えるシェフィールドの小さなデザイン事務所です」。
PhormのWebwiseサービスは、BBCのWebwiseサービスと同じ名前を共有してもいる。

#### 欧州委員会のPhormを巡る英国に対する訴訟
欧州連合の通信コミッショナーのViviane Redingは、欧州委員会はPhormが消費者プライバシー指令に違反していることを懸念しており、英国政府に消費者プライバシーを保護する措置を講じるよう要求したと述べた。欧州委員会は、2008年6月30日、英国政府に書簡でEUのこの論争への関心の背景を説明し、あり得る委員会の介入に先立って詳しい質問をし、その書簡の送付後1カ月以内に英国が返答することを要求した。英国ビジネス企業規制改革省（BERR）の広報担当は、8月16日に英国が期限を守らなかったことを認めた。
9月16日、BERRは、欧州委員会への返答の全文の発表を求めるThe Registerの要求を拒否し、Phormの製品が適切かつ透明な方法で合法に稼働できる余地があると英国当局は考えているという旨の声明を発表した。返答に不満を抱いた欧州委員会は、10月6日に再度英国に書簡を送った。情報社会・メディア総局の広報担当のMartin Selmayrは、「我々にとっては、問題は終わっていない。まったく逆だ」と述べた。
英国政府は、11月に再度返答したが、委員会は、別の書簡を2009年1月に政府に送付した。この3度目の書簡は、委員会が、Phorm問題における欧州法の実施についての説明に満足していないために送付された。The RegisterによるとSelmayrは次のように述べたという。「Phorm問題に関する欧州委員会の調査はまだ継続中です」。また、彼は、英国当局が委員会の懸念に満足できる返答を提供しない場合、委員会は正式な訴訟に移る必要があるかもしれないと述べた。

4月14日、欧州委員会は、ISPによるPhormの使用について、「英国に対する侵害訴訟を開始した」と述べた。
委員会が返事を得られない場合、または、英国から提出される観測が十分でない場合、委員会は理由付き意見書（侵害訴訟における第2段階）を発行することを決定する可能性がある。英国がその後、依然、EU法下の義務を満たすことができない場合、委員会はその件を欧州司法裁判所に委任することになる。
その日、欧州委員会の英国政府訴訟のための準備に関するThe Registerの記事に応えて、Phormは、自社のテクノロジーについて「英国の法律および関連するEU指令に完全に準拠しています。これは、BERRおよび英国の規制当局により確認されており、弊社は、欧州委員会の今日の声明に反する提案がないことを指摘します」と述べた。しかし、BERRは、同日の英国情報自由法の要求に応えたとき、そのような確認を否定し、次のように述べた。
我々の書類や電子記録を調査したところ、そのような資料は明らかになっていない。付け加えると、BERRは決してPhormにそのような声明を提供していないし、また同社に対して「テクノロジーが完全に準拠している」などと確認したことは決してない。

### 反動
提案されたサービスへの最初の反動は、個人のプライバシーとデータの所有権に関する深い懸念を浮き彫りにした。Phormは、ユーザーのプライバシーが脅かされていると主張するブロガー達からの、Phormが言うところの「誤情報」に直面して、そのテクノロジーを防衛した。
ほとんどのセキュリティ会社は、Phormのターゲティングcookieをアドウェアと分類している。カスペルスキー・ラボ（そのアンチウイルスエンジンが多数のその他のセキュリティベンダーにライセンス供与されている）は、そのcookieをアドウェアとして検出すると話した。トレンドマイクロは、その追跡クッキーをアドウェアとして検出する「可能性は非常に高い」と述べた。PC Toolsは、トレンドマイクロのプライバシーとセキュリティに関する懸念に同調し、Phormにオプトイン手法を適用するよう主張した。専門的なアンチスパイウェア会社Sunbelt Softwareもまた懸念を表明し、Phormの追跡クッキーは、アンチスパイウェアソフトにより検出される候補であると述べた。
ケンブリッジ大学のセキュリティ工学の教授であるRoss Andersonは次のように述べた。「メッセージはこうでなければならない。あなたがプライバシーを気にするなら、インターネットプロバイダーとして、BTや、Virgin、
Talk-Talkを使用しないこと。」彼は付け加えて述べた。歴史的に言って、匿名化技術が機能したことなんてなかった。彼は強調した。たとえそれをしたとしても、それは依然として多大なプライバシー問題を提起するだろう。
Phormは、その名声を守るための試みとして、Freudsや、Citigate Dewe Rogerson、元英国下院のメディアアドバイザーJohn Stonboroughを含む多数の広報アドバイザーを雇い、司会付きのウェブチャットを通して聴衆らと向き合った。
World Wide Webの生みの親であるサー・ティム・バーナーズ＝リーは、閲覧履歴を追跡するというアイデアを次のように批判している。「それは私のものです。あなたはそれを持てません。もし何かのためにそれを使用したい場合、私と交渉する必要があります。私は同意し、お返しに私が得るものを理解する必要があります」。彼はまた、彼が使っているISPがPhormシステムを導入した場合、ISPを変更すると述べた 。また、World Wide Web Consortiumのディレクターであるバーナーズ＝リーは、「No Snooping」というタイトルの個人的な設計ノートを発表し、そこで、パケットインスペクションの商業使用に関する見解を説明し、Phormを引き合いに出している。
プライバシー擁護派で、Privacy Internationalの創設メンバーであるSimon Daviesは、「行動ターゲティング広告は、多くの人にとってかなり気味の悪い発想である」と述べた。新興のコンサルタント会社80/20 Thinkingでの別の職務で、彼はシステムを調べるためにPhormに雇われ、彼は次のように話した。「個人情報の収集を最小化するために費やされている努力に感銘を受けた」 。その後彼は次のように述べたと伝えられた。「我々は、そのプロセスにおける多数の発展を称賛したが、Privacy InternationalはPhormを承認しない」。「システムは、プロファイリング、保有および追跡における多数の主要なプライバシー問題を軽減しているように見える……しかし、我々はオプトアウトベースで動作するシステムをPIがサポートすることを望まない。後に、Kent Ertugrulは、Privacy InternationalがPhormを推奨したと示唆した事について、間違いを犯したと述べた。「これは誤解でした。謝ります。推奨は実際、Privacy Internationalのディレクターでもある80/20のMD、Simon Davies氏からのものでした。」

#### Stopphoulplay.com
Phormを非難するAlexander HanffやMarcus Williamsonを受けて、PhormのErtugrulは「Stopphoulplay.com」と呼ばれるウェブサイトを立ち上げた。Ertugrulは、Hanffを、Phormやプロクター・アンド・ギャンブルなどのその他の会社に対してキャンペーンを行っている「連続扇動家」と呼び、Williamsonが「連続手紙書きキャンペーン」によって自分とPhormの名誉を失墜させようとしていると述べた。Hanffは、Stopphoulplayのウェブサイトの声明が彼のキャンペーンと「完全に無関係」であり、それらはErtugrulにとって裏目に出ると信じている。一方、Williamsonは、Phormが「今や個人攻撃を行うまで落ちぶれた」ことを嘆いている。
2009年4月28日にStopphoulplay.comが立ち上げられた際、Stopphoulplay.comは、英国政府ウェブサイトでの英国首相への嘆願書について議論した。最初に発表されたStopphoulplayのウェブページは、次の主張をしていた。「首相官邸のウェブサイトの管理者は、サイト上に誤解を招く嘆願書が表示されることを許可した誤りを認識し、その後、このようなことが再度起きないようにすることをPhormに保証しました」。同日、英国情報自由法（FOI）がPhormによる主張の確認の要請に使用され、4月29日、Phormはウェブサイトから引用文を削除した。首相官邸は、5月28日、FOIの要請に返答し、Phormの主張に関する要請に関連する情報を保持していないと述べた。
サイト立ち上げの翌日、BBCの記者であるDarren Watersは次のように書いた。「これは停戦の合図のない戦争である。両陣営（Phormと反Phorm運動家）とも消耗戦に入っており、英国およびEUの両政府は集中砲火を浴びている」
同サイトは、2009年9月に閉鎖され、現在はPhormのメインサイトにリダイレクトされる。

#### BTの試験
最初の拒否の後、BTグループは、1度のやりとりで、2007年に「プロトタイプ広告プラットフォーム」の小規模な試験を実行することを承認した。試験は何万人ものエンドユーザーを対象とした。BTの顧客は、試験からオプトアウトすることができる（BTは非cookieベースの改善されたPhormのオプトアウトを開発していると述べた）が、試験後のアプローチに関しては何も決定されていない。
The Registerは、BTが2006年に先行して秘密試験を実施し、その試験では、ブロードバンドの顧客のうち18,000人のウェブ閲覧が傍受され、プロファイリングされたことをレポートした。技術報告書では、検証の目的の1つが顧客の体験に影響しないようにするために、その試験に参加した顧客にはプロファイリングを知らせなかったと記述されている。
2008年6月4日、「PageSense External Technical Validation」というタイトルの、BT内部からのものとされる、52ページの報告書のコピーが、匿名で提出された機密文書をホストするサイトであるWikileaksにアップロードされた。この報告書は多数の市民を怒らせた。Oxfam、Make Trade FairおよびSOS Children's Villagesのチャリティ広告の関与に関する疑念があり、大勢の人が違法性の高いものと感じる技術試験に、彼らの広告が用いられていることについて彼らが承知していたのかどうかが問われた。また、報告書には、顧客からの1,800万超のウェブページのリクエストに対し、JavaScriptをレスポンスに埋め込んだことを示すデータがあり、このことも、それらの試験の法的立場に関する疑念をあらためて生じさせた。
FIPRのNicholas Bohmは、BTが実施した30,000人以上の顧客を巻き込んだオンライン広告システムの試験は、潜在的に違法だったと述べている。Channel 4のKrishnan Krishnan Guru-Murthyは、BTの付加価値サービス部門の部長であるEmma Sandersonに、彼らの試験に関するインタビューをした。
PhormのWebwiseシステムに関するBTの3回目の試験は繰り返し延期されている。この試験は10,000人の加入者を対象に約2週間続く予定で、当初2008年3月までに開始する予定だったが、その後、4月に延期され、再度5月末に延期された。その試験はいまだに開始されていない。同社は、ユーザーの同意なしに実行されたPhormの試験に関する訴訟に直面している。
2008年9月2日、ロンドン市警察は、反Phormの抗議者による苦情を調査している際、BTの代表者に会い、Phormの秘密試験について非公式に彼らに質問した。9月25日、警察は2006年および2007年のPhormの秘密試験を巡るBTの公式な調査はないと発表した。Alex Hanffによると、警察は、そこには犯意はなかったし、サービスが顧客の利益になることから、そこには黙示の承諾があったと、BTに代わって述べた。Bohmはその警察の返答について次のように述べた。
BTの顧客が黙示の承諾を与えていたと言うのは道理に合わない。黙示の承諾と解釈され得るBT顧客のいかなる振る舞いもいっさい存在しない。なぜなら、彼らは故意に知らされていなかったのだから。

犯意があったかどうかの問題については、そう、BTは、通信を傍受することを意図していた。それがBTが行っていたことの目的だ。そこに犯意がなかったと言うなら、犯意の法的要件を誤解していることになる。
2008年9月29日、BTのサポートフォーラムで、PhormのWebwiseシステムの試験が翌日に開始されることが発表された。BTの広報担当であるAdam Liversageは、BTは、まだ、ネットワークレベルのオプトアウトに取り組んでいるところで、それはこの試験では提供されないと述べた。オプトアウトされたトラフィックは、Webwiseシステムを通過するが、ミラーされたり、プロファイリングされたりしない。BTの全国ネットワークへのWebwiseの最終的な全面的展開は、必ずしも作業の完了に依存しない。
市民の自由の運動家であるOpen Rights Groupは、BTの「フィッシング詐欺対策」機能が、すでにウェブブラウザに組み込まれている機能よりも優れていることはありそうにないとし、BTの顧客に対し、Webwiseの試験に参加しないよう説得した。
BTフォーラムの加入者は、ベータフォーラムを使用して、BTのPhormの実施を批判し、懸念を表明したが、BTは以下の声明で応じた。
弊社のブロードバンドサポートフォーラムは、顧客が技術サポートの問題について議論し、ソリューションを提供する場として提供しています。フォーラムが建設的な状態であることを確保するために、管理ポリシーを強化し、建設的なサポートを提供していないスレッドを削除します。つきましては、BT Webwiseに関する多数のフォーラムの議論を削除しました。
BT Webwiseについて詳細をお知りになりたい場合は、www.bt.com/webwiseで多くの情報および弊社に連絡する手段を提供します。引き続きサポートコミュニティにご参加をいただけることを願っております。
Kent Ertugrulによると、BTは2009年末までにソフトウェアの展開を完了するという。しかし、ウォールストリート・ジャーナルは2009年7月、BTにはそれまでにそれを行う計画はなく、「他の機会」に専念しているとレポートした。Phormの株価はそのニュースにより40%下落した。
2009年7月6日、BTの元広報担当チーフのAdam Liversageは、Twitterを使用して彼の考えを次のように記述した。「個人の名声を破壊している最も激しい1年間のPR塹壕戦がすべて無に帰そうとしている……」彼のコメントは「Phantastic」で終わっている。

#### 広告主とウェブサイト
最初Phormに関心を示した広告主は以下の通り。ft.comと、The Guardian、Universal McCann、MySpace、iVillage、MGM OMD、Virgin Media、Unanimis.。The Guardianは、Phormとの行動ターゲティング広告の契約から撤退し、読者への電子メールで、広告マネージャーのSimon Kilbyが次のように述べている。「サービスに関して彼らPhormと会話を持ったことは事実ですが、現在では、そのネットワークに参加したくないと結論付けています。弊社の決定は、この製品が弊社の価値とどのように共存するかについて内部で話し合ったことに多大に依存していました」。2008年3月26日のThe Registerの記事への返答で、Phormは、MySpaceがパブリッシャーとしてOIXに参加していないことを述べた。The Financial Timesは、Phormの間近に迫った試験に参加しないことに決定した。
Phormのシステムがオンラインショップのようなビジネスに及ぼす可能性のある経済的影響に関する懸念が高まっている。Phormが訪問者により閲覧されたコンテンツを使用してプロファイルを構築しているため、競合するストアは、彼らが見た製品に基づき彼らをターゲットにした広告を発信したり、ユーザーが以前訪れたショップからの売上を流用したりすることができる。ORGのJim Killockは、次のように述べた。多数の企業が「自分たちと顧客が決定するまで、商業的データおよび関係が単にプライベートであるべきだと思って」おり、「データを秘密裏に見せることは一種の産業スパイ活動であるとさえ考えている」かもしれないと。英国コンピュータ学会のDavid Evansは、ネット上にウェブサイトを発表する行為が、サイトのコンテンツを利用したり、サイトの顧客とのやりとりを監視したりすることを広告主に承諾することと同じかどうか疑問視している。
Pete Johnは、サーバーおよびウェブユーザーがこのシステムをオプトアウトし、その状態を維持できるようにするために、Dephormationと呼ばれるアドオンを作成した。しかし、Johnは、結局のところ、ユーザーがPhormを搭載したISPから乗り換えることを推奨している。「Dephormationはソリューションではありません。プライバシーのためのイチジクの葉です。プライバシーとセキュリティを守るためにDephormationに頼らないでください。新しいISPを見つける必要があります」
2009年4月、Amazon.comは、Phormが同社のドメインのページをスキャンすることを認めないと発表した。ウィキメディア財団もまた、スキャニングからのオプトアウトを要請し、同月16日、すべてのWikimediaおよびWikipediaのドメインを、Phormシステムによる処理からブロックするために必要な措置を講じた。
2009年7月、Nationwide Building Societyは、顧客のプライバシーを保護するために、Phormによるウェブサイトのスキャニングを防止することを承認した。

#### インターネットサービスプロバイダ
Phormにリンクされた3つのISPはすべて、最初のPhormとの契約以来、計画を変更または明確化した。顧客の懸念を受けて、TalkTalkは、その実施は（BTの「オプトアウト」ではなく）「オプトイン」のみになり、「オプトイン」しないユーザーのトラフィックを分け、Webwise（Phorm）サーバーとの接触を回避すると述べた。2009年7月、TalkTalkは、Phormを実施しないことを承認した。その親会社の社長Charles Dunstoneは、The Timesに次のように述べた。「我々は、BTがPhormを実施し、業界全体がそれを実施していたなら、それを行う予定でした。我々は単独でそれを行うほどは興味がなかったのです」。
ビジネスニュース雑誌New Media Ageは、4月23日、Virgin MediaがPhormから撤退し、Audience Scienceという名前の別の会社と契約する予定であり、BTは他の広告会社と会合し、ISPがPhormについて「汎用マーケットインテリジェンス」と呼ぶものを取得する見込みであるとレポートした。NMAは、この動きを「2つのメディア企業による戦略の変更」と呼んだ。翌日、同誌は、両企業のPhormとの関係は事実上変わっていないと書いた。